# Francisco de Paula Martí Mora

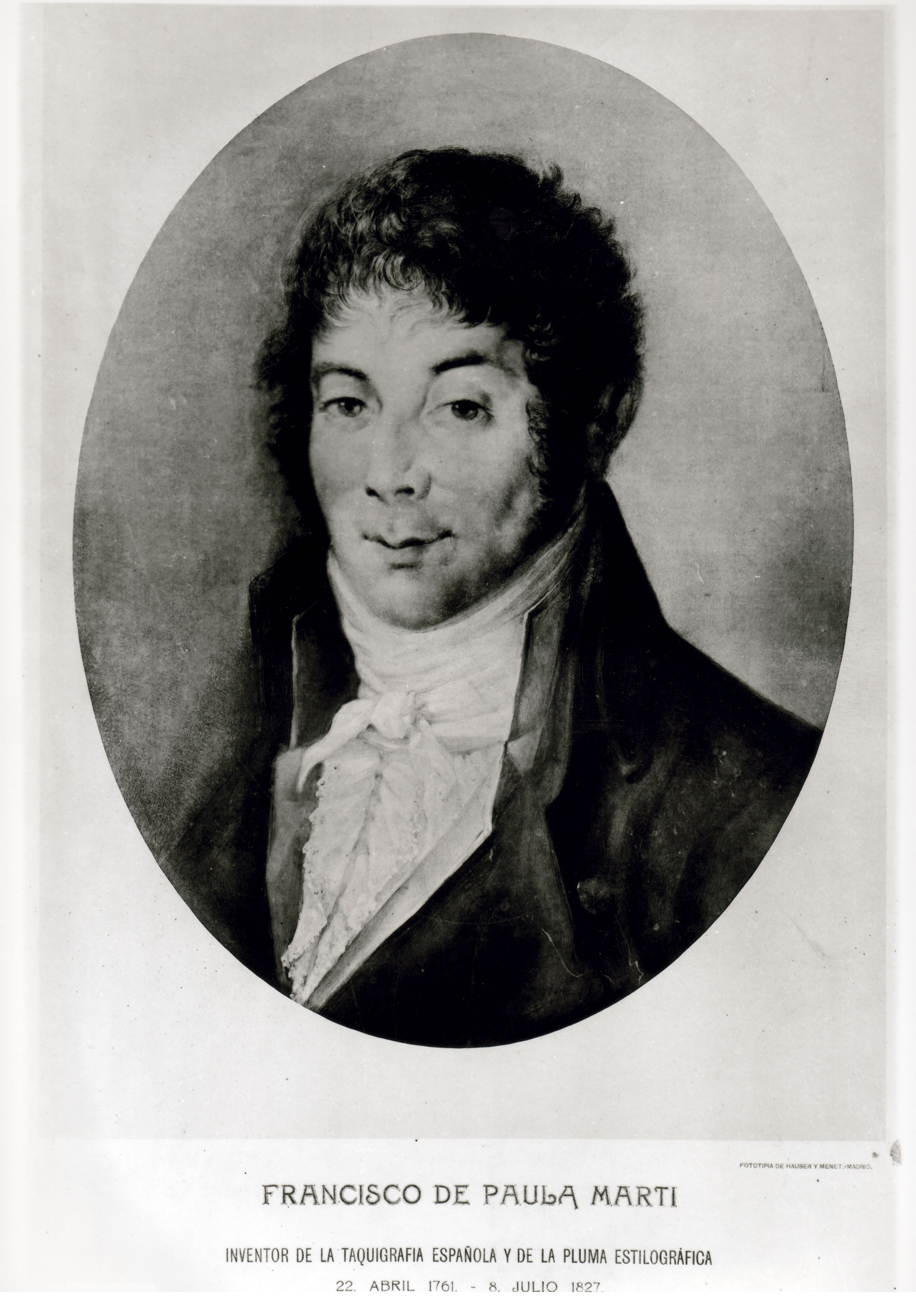
Francisco de Paula Martí

Francisco de Paula Martí (* 23. April 1761 in Játiva; † 8. Juli 1827 in Lissabon) war ein spanischer Graveur und Schriftsteller sowie der Begründer des spanischen Stenografiesystems (taquigrafía).

## Leben
Nach einem geisteswissenschaftlichen Studium in Játiva studierte Martí in Valencia Graveur. Er schloss 1783 mit einer Ehrenauszeichnung ab. 1786 zog er nach Madrid, wo er erfolgreich als innovativer Graveur tätig war, was ihm die Aufnahme in die Königliche Akademie der Schönen Künste von San Fernando sowie in die philanthropische Gesellschaft Real Sociedad Económica Matritense de Amigos del País einbrachte.
Martí widmete sich u. a. auch dem Studium von Kurzschriftsystemen. 1800 publizierte er dazu das Buch Stenografía o arte de escribir abreviado, in welchem er ein auf die spanische Sprache angepasstes Stenografiesystem des Briten Samuel Taylor präsentierte. Mit Unterstützung der Real Sociedad Económica Matritense sowie von König Karl IV. konnte er 1802 einen Lehrstuhl für Stenographie einrichten. In der Folge verbesserte er sein Kurzschriftsystem, da die taylorsche Methode für die spanische Sprache in mehrerer Hinsicht nicht passend war, und veröffentlichte es in einem Hauptwerk, Taquigrafía castellana, das 1803 erschien und später mehrmals neu aufgelegt wurde. Zusammen mit seinem Schüler Francisco Serra Ginesta gründete er 1805 auch eine Stenografieschule in Barcelona.
Während der Besetzung der Hauptstadt durch die Franzosen und dem folgenden Unabhängigkeitskrieg (1808–1814) musste die Schule in Madrid geschlossen werden. Francisco de Paula Martí zog sich in die unbesetzte Hafenstadt Cádiz zurück, wo er mit der Leitung der königlichen Druckerei betraut wurde. Auch dort rief er eine Schule für Stenografie ins Leben und unterrichtete seine Methode. Das kam insbesondere auch den Cortes von Cádiz, dem Parlament des unbesetzten Spaniens, zugute, dessen Sitzungen von Martís Sohn Angel Ramón und anderen von ihm ausgebildeten Stenografen protokolliert wurden.
Nach dem Abzug der Franzosen führte Francisco de Paula Martí seine Lehrtätigkeit in Madrid fort. Er war auch auf anderen Gebieten fortschrittlich. So brachte er die erste spanische Taschenagenda heraus und war vermutlich der erste in Spanien, der sich der Physionotrace bediente, einer Maschine zur vereinfachten Herstellung von Profilporträts. Ebenso schrieb er ein Buch zum Verfassen von Geheimschriften. Zudem war er Autor von Theaterstücken und literarischen Werken. Er starb 1827 in Lissabon, wo er seinen Sohn bei der Ausarbeitung einer portugiesischen Variante der Taquigrafía unterstützt hatte.

## Werke
- Stenografía, o Arte de escribir abreviado, Madrid, Imprenta Vega y compañia, 1799.
- Tachigrafía castellana; ó, Arte de escribir con tanta velocidad como se habla y con la misma claridad que la escrítura comun. Madrid, 1803. OCLC 38743933
- Poligrafía; ó Arte de escribir en cifra de diferentes modos. Arreglado á los métodos de varios autores antiguos y modernos. Con una colección de tintas simpáticas y comunes, el modo de hacer revivir la escritura en los manuscritos antiguos, y de borrar lo escrito quando convenga. Madrid, Imprenta de Sancha, 1808. OCLC 28211765
- El día dos de mayo de 1808, en Madrid: y muerte heroica de Daoiz y Velarde. Tragedia en tres actos en verso. Representada por primera vez en el Coliseo del príncipe el día 9 de julio de 1813. Imprenta de Repullés, Madrid 1813. OCLC 19050877
- El mayor chasco de los afrancesados o El gran notición de la Rusia, Madrid, Ayuntamiento de Madrid Hispana, 1813. OCLC 1357702035
- Tachigrafía de la lengua castellana. Barcelona, Imprenta de A. Roca, 1816. OCLC 28211704
- Taquigrafía castellana : notas martinianas, o ́arte de escribir con tanta velocidad como se habla, y con la misma claridad que la escritura comun, Madrid, En la Imprenta Nacional, 1821. OCLC 20386813
- Don Quijote y Sancho Panza en el castillo del duque o El desencanto de Dulcinea del Toboso, Madrid, Ayuntamiento de Madrid Hispana, 1824. OCLC 1357693145